# Aeroporto Internacional Ninoy Aquino
O Aeroporto Internacional Ninoy Aquino (em filipino: Paliparang Pandaigdig ng Ninoy Aquino), também conhecido como NAIA (IATA: MNL, ICAO: RPLL) é um aeroporto internacional localizado nas cidades de Pasay e Parañaque e que serve principalmente Manila, capital das Filipinas, sendo esse o principal aeroporto internacional do país e um dos principais da Ásia.